# Мартен де Вос
Мартен де Вос або Мартин де Вос (англ. Marten de Vos бл. 1532, Антверпен — 4 грудня, 1603, Антверпен) — південнонідерландський художник другої половини XVI ст., представник маньєризму.

## Життєпис
Точної дати народження художника не збережено. В батьківській родині було четверо дітей. Батько, Пітер де Вос, сам був художник і перші художні навички син здобув у майстерні батька.
До себе у майстерню помічником його узяв художник Франс Флорис (1520—1570). Відомо, що Франс Флорис та батько художника свого часу відвідали Італію. Це могло логічно спонукати Мартена де Воса прагнути і самому відвідати Італію.

## Італійський період

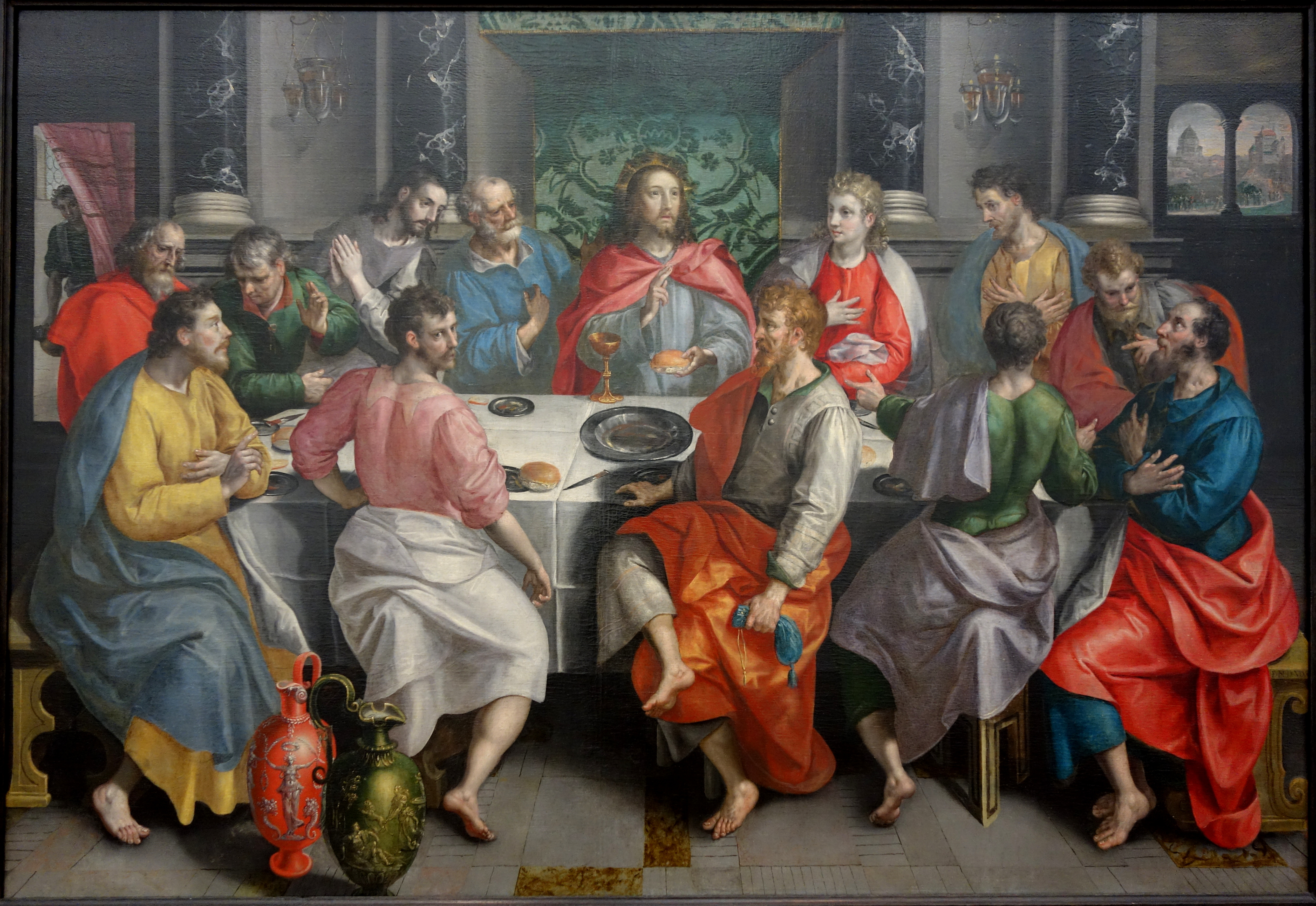
Мартен де Вос. «Таємна вечеря», злам 1550—1600х рр. Національний музей західноєвропейського мистецтва (Токіо)

Свідоцтва про ранні роки художника не збережені. За припущеннями, 1553 року познайомився з художником Пітером Брейгелем старшим (бл. 1525—1569). Разом із ним відбув у Італію. За припущеннями, в Італії вони розділились і Мартен де Вос відбув у Венецію, де працював в майстерні якогось венеціанського майстра, можливо, в майстерні Якопо Тінторетто. Цитати з творів венецанських майстрів дійсно присутні в декотрих творах Мартена де Воса. Але запозичень з творів Тінторетто нема. Ймовірно, Мартен бачив твори венеціанських майстрів і вивчав їх, запозичивши також стилістику італійського маньєризму.
Але пройшов непогану школу у Антверпені, тому компромісно поєднував знахідки італійських майстрів з національними художніми традиціями у власних картинах і малюнках для друкованої графіки.

## Повернення у Атверпен
1556 року він повернувся у Антверпен. Через два роки його прийняли до гільдії Св. Луки. 1560 року він узяв шлюб із пані Джоанною де Блок. В родині було вісім дітей. Художником став син Мартен де Вос молодший (1576—1613).

## Учні
Збережені відомості про одинадцять учнів художника. Серед них:
- Вацлав Кобергер (1560—1634)
- два сини Данило (1568—1605) та Мартен молодший (1576—1613).

## Малюнки для майбутніх гравюр

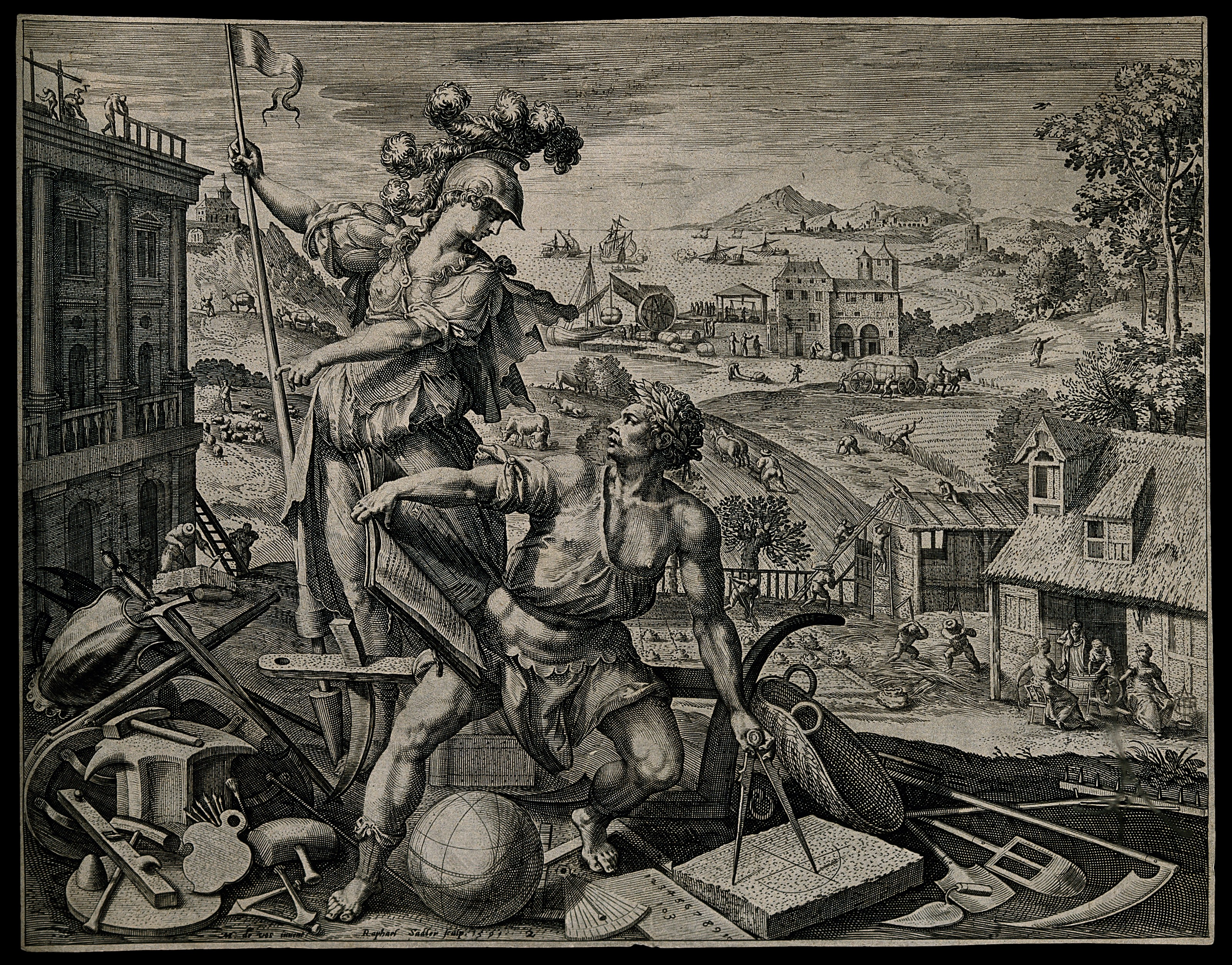
Мартен де Вос — малюнок, гравер Рафаель Заделер. « Мудрість (Мінерва) надихає людину на труд», серія «Пори життя чоловіка», 1591 рік. Національна бібліотека Іспанії, Мадрид

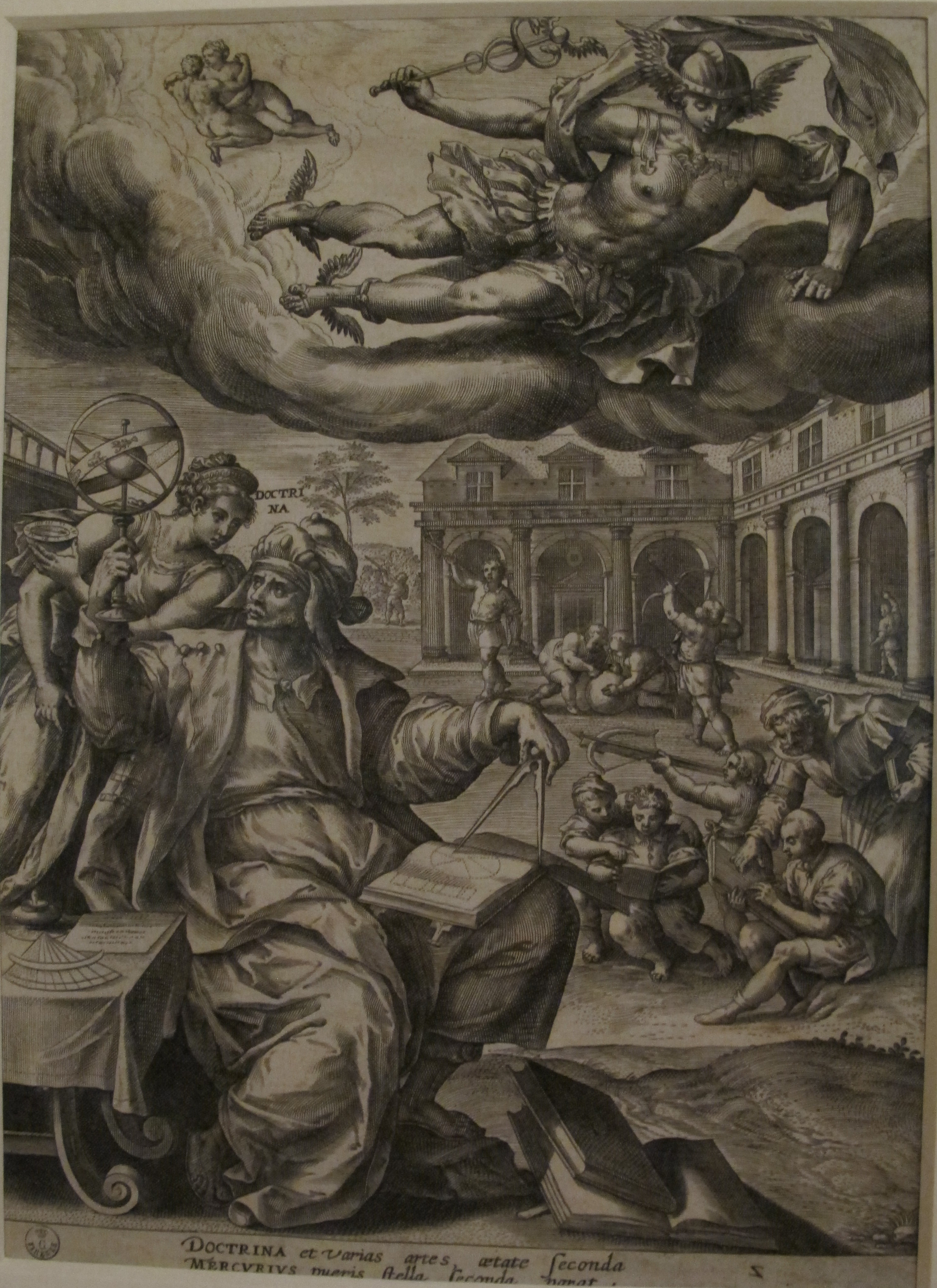
Мартен де Вос (малюнок), гравер Адріан Колларт. «Алегорія навчання» або «Доктрина»

Окрема і важлива галузь творчості Мартена де Воса — малюнки для майбутніх гравюр. Після підрахування його дизайнерських рішень-малюнків виявилось, що Мартен де Вос був найбільш продуктивним митцем свого покоління. За його малюнками було створено більше 1500 різноманітних гравюр. В цьому він був відомим попередником Пітера Пауля Рубенса. Художник відрізнявся широким діапазоном тем, котрі розробляв у малюнках. Це і широко розповсюджені сцени зі Старого та Нового Заповітів, численні алегорії, чотири людські темпераменти, пори року, п'ять почуттів, чотири елементи, планети, алегорії відомих тоді континентів, пори життя чоловіка, малюнки до майбутніх медалей тощо.

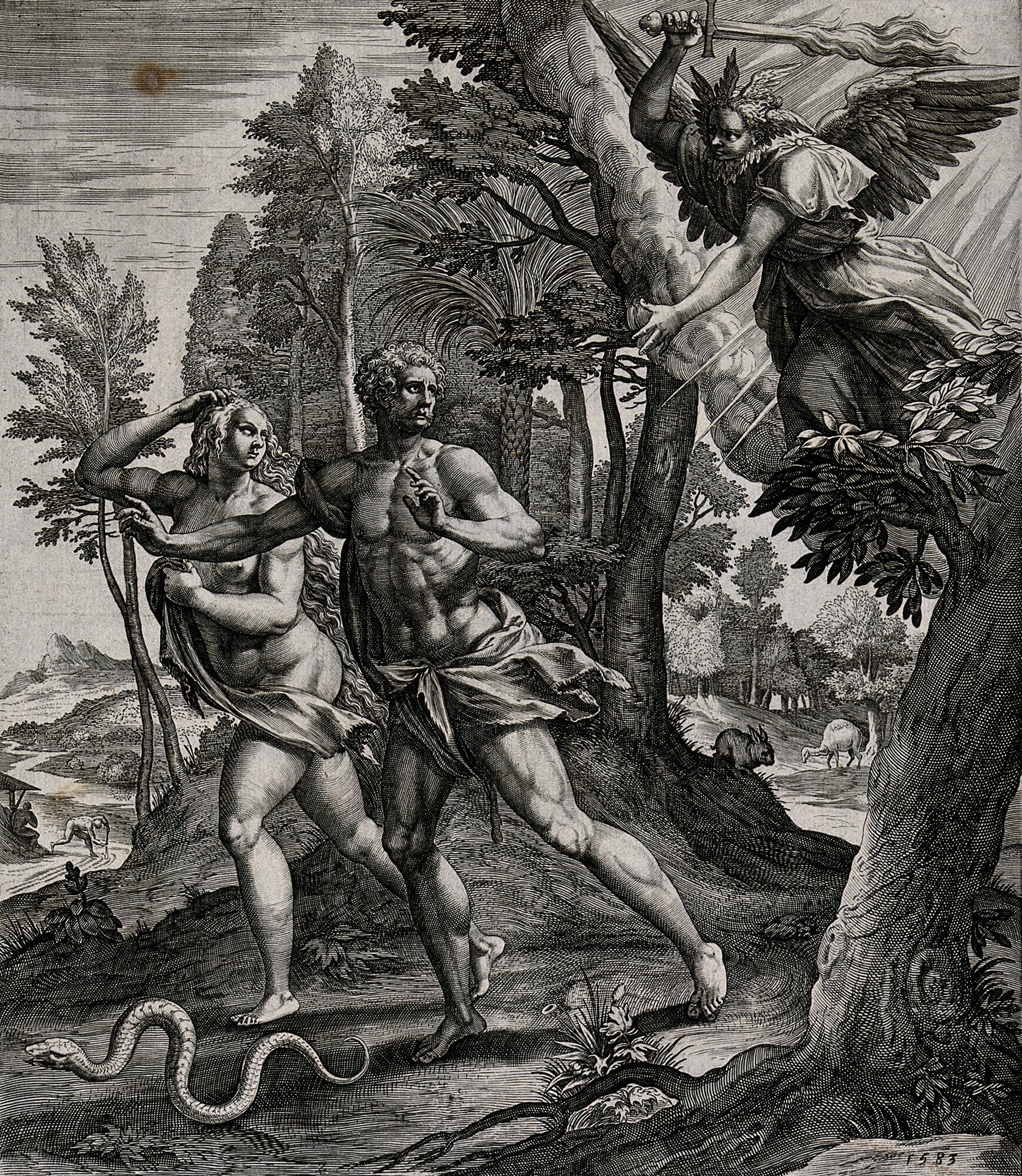
Мартен де Вос (малюнок), гравер Рафаель Заделер. «Вигнання з рая Адама і Єви», 1583 р.
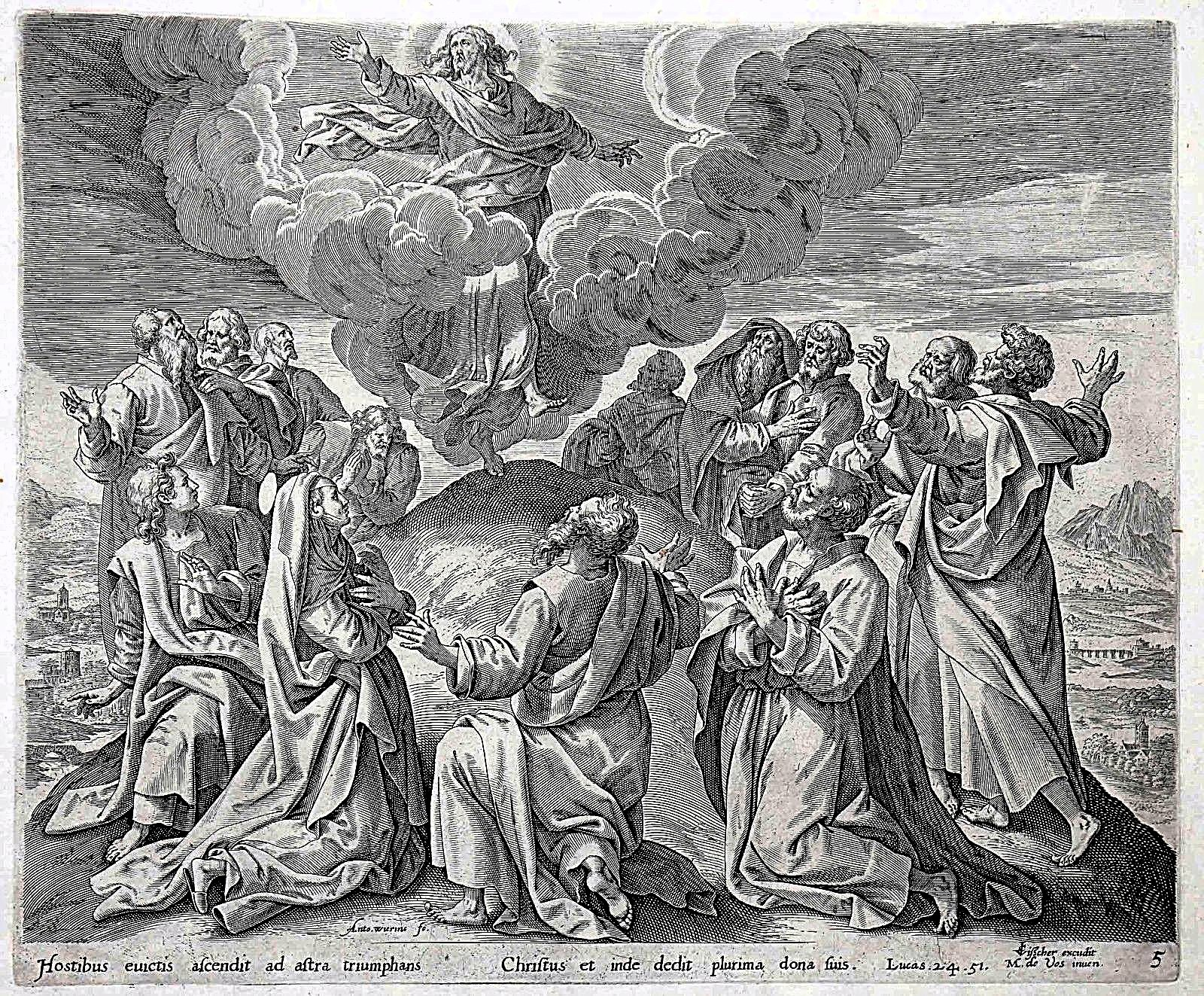
Мартен де Вос (малюнок), гравер Корнеліс Вісшер. «Вознесіння Христа»
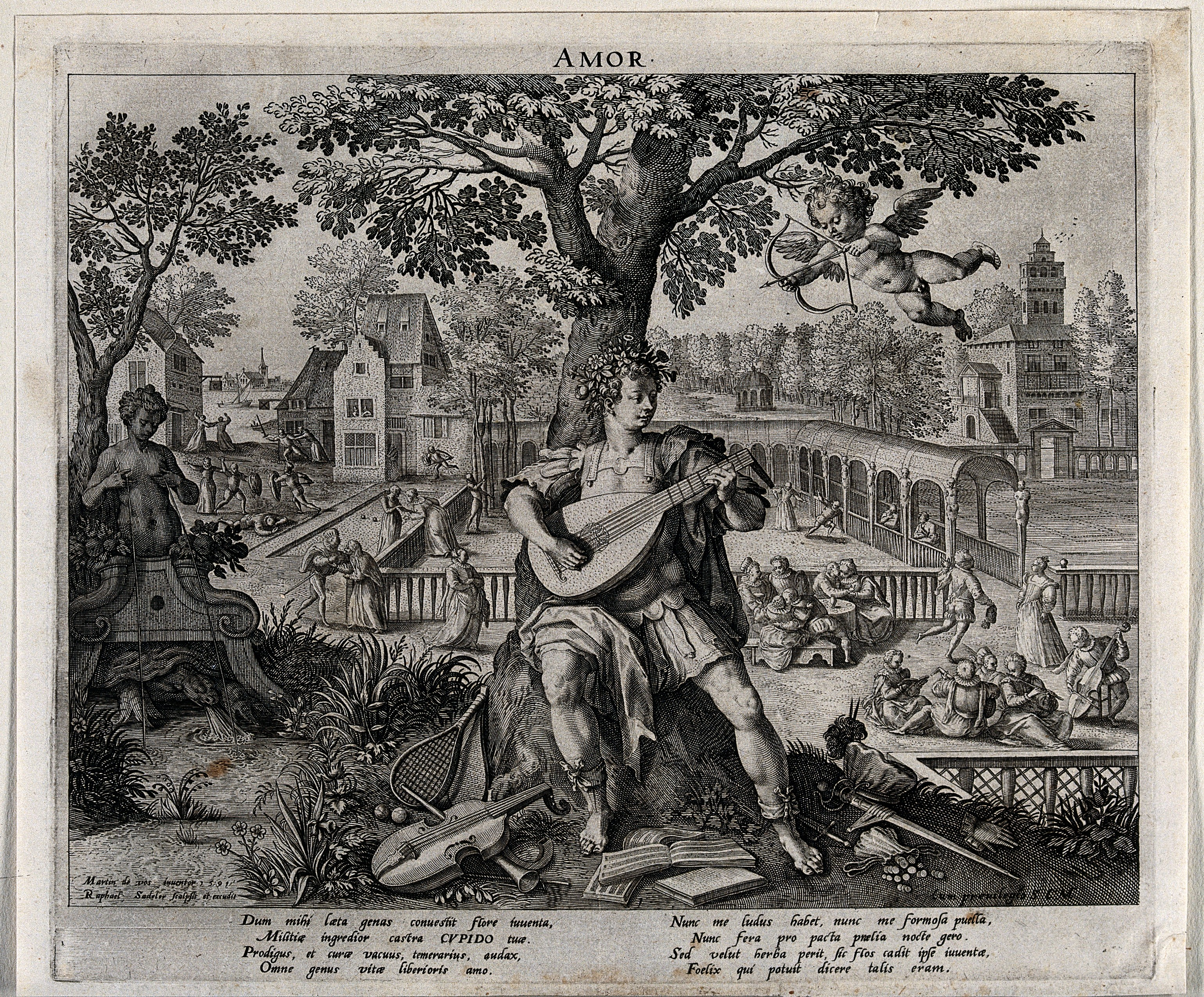
Мартен де Вос (малюнок), гравер Рафаель Заделер. «Алегорія кохання»
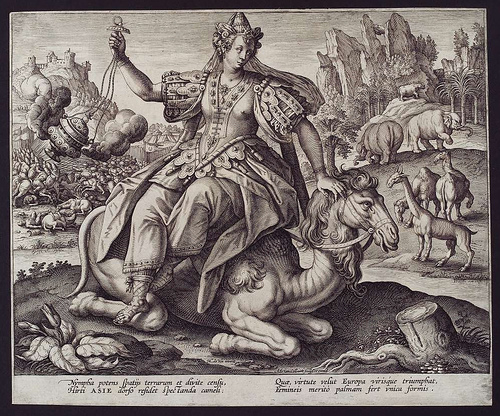
Мартен де Вос (малюнок), гравер Адріан Колларт. «Алегорія Азії». Серія «Чотири континенти»
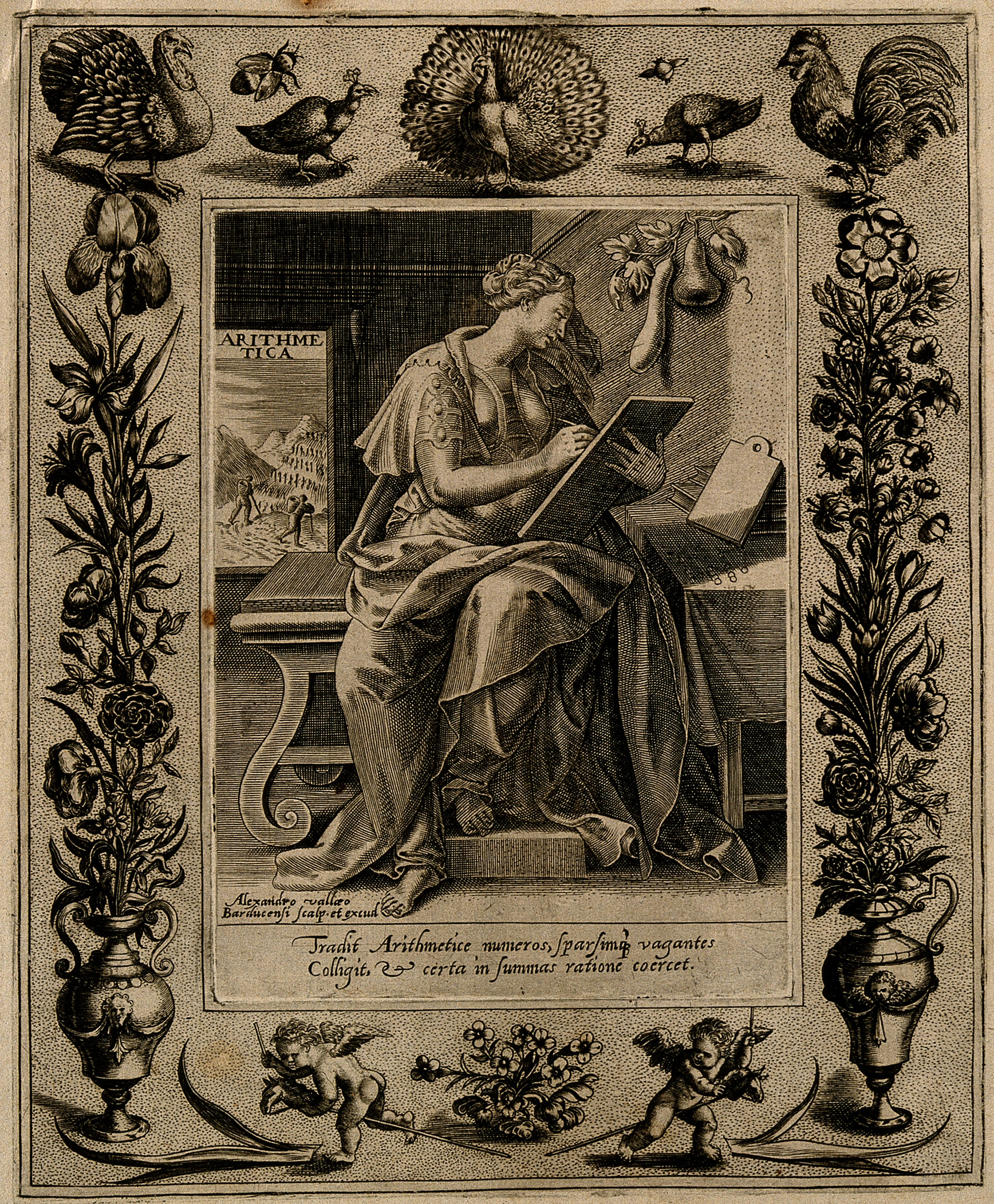
Мартен де Вос (малюнок), гравер Александр Валле. «Алегорія Арифметики»
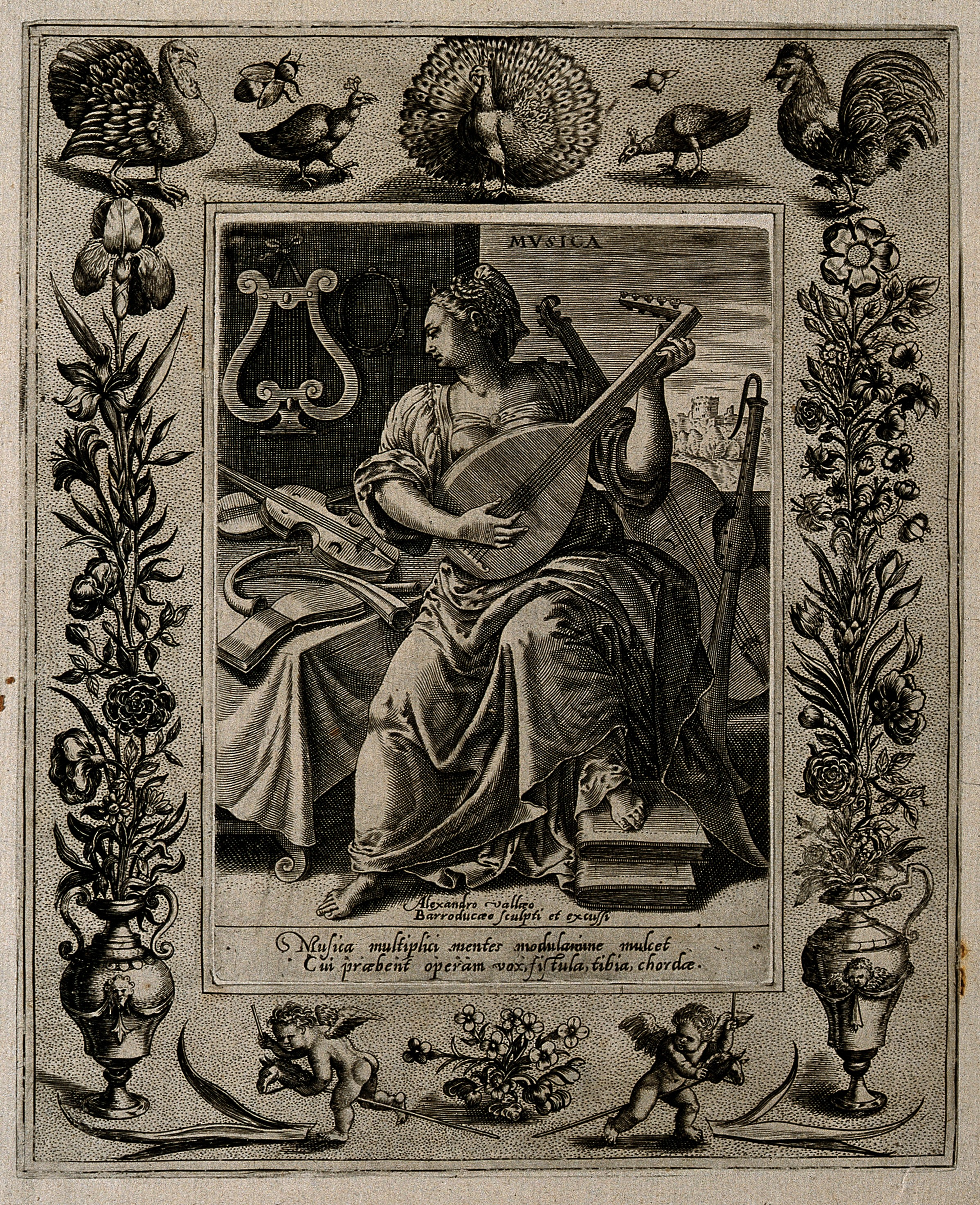
Мартен де Вос (малюнок), гравер Александр Валле. «Алегорія Музики»
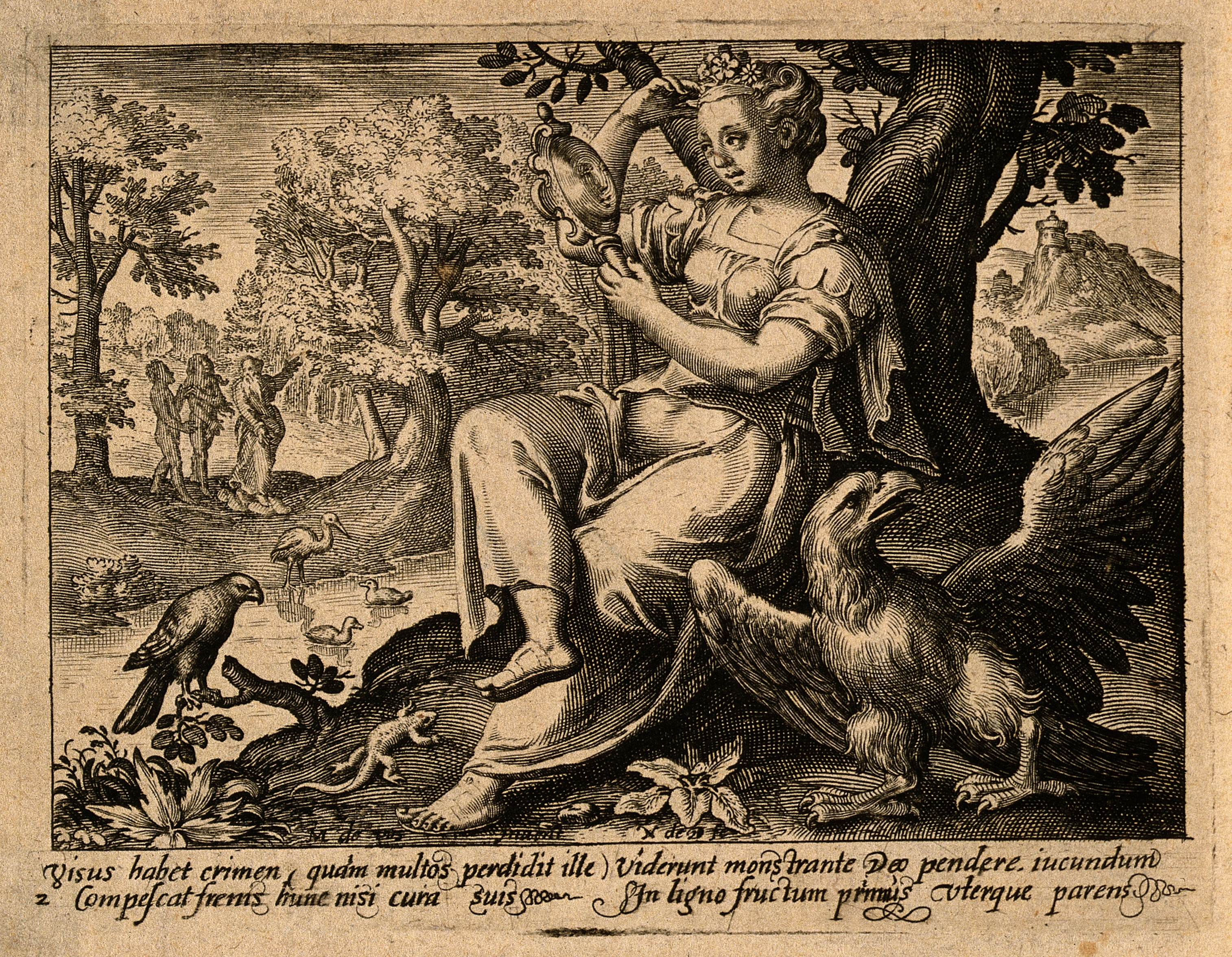
Мартен де Вос (малюнок), гравер Ніколас де Брейн. «Зір», серія «П'ять почуттів»
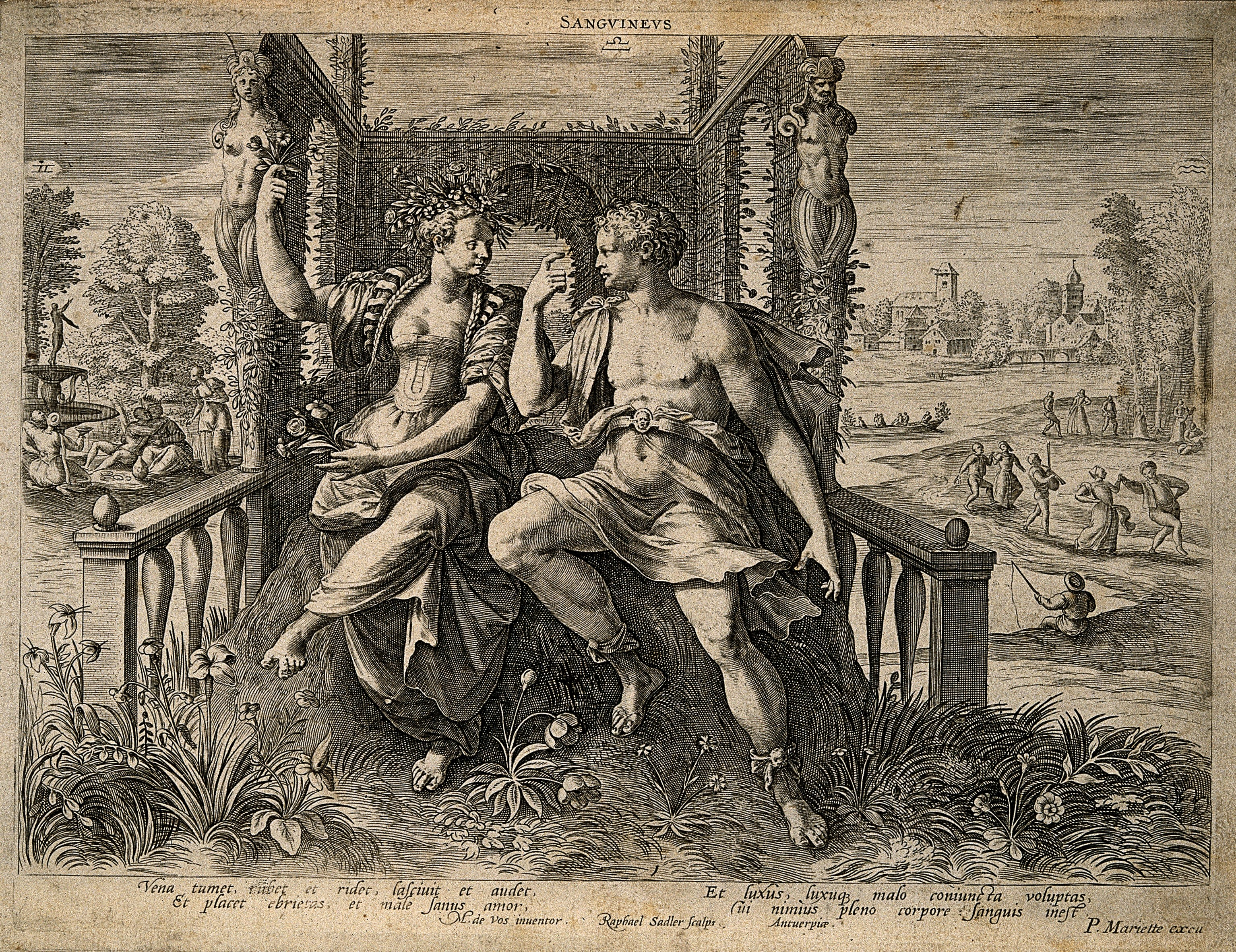
Мартен де Вос (малюнок), гравер Рафаель Заделер. «Сангвінік», серія «Чотири темпераменти»
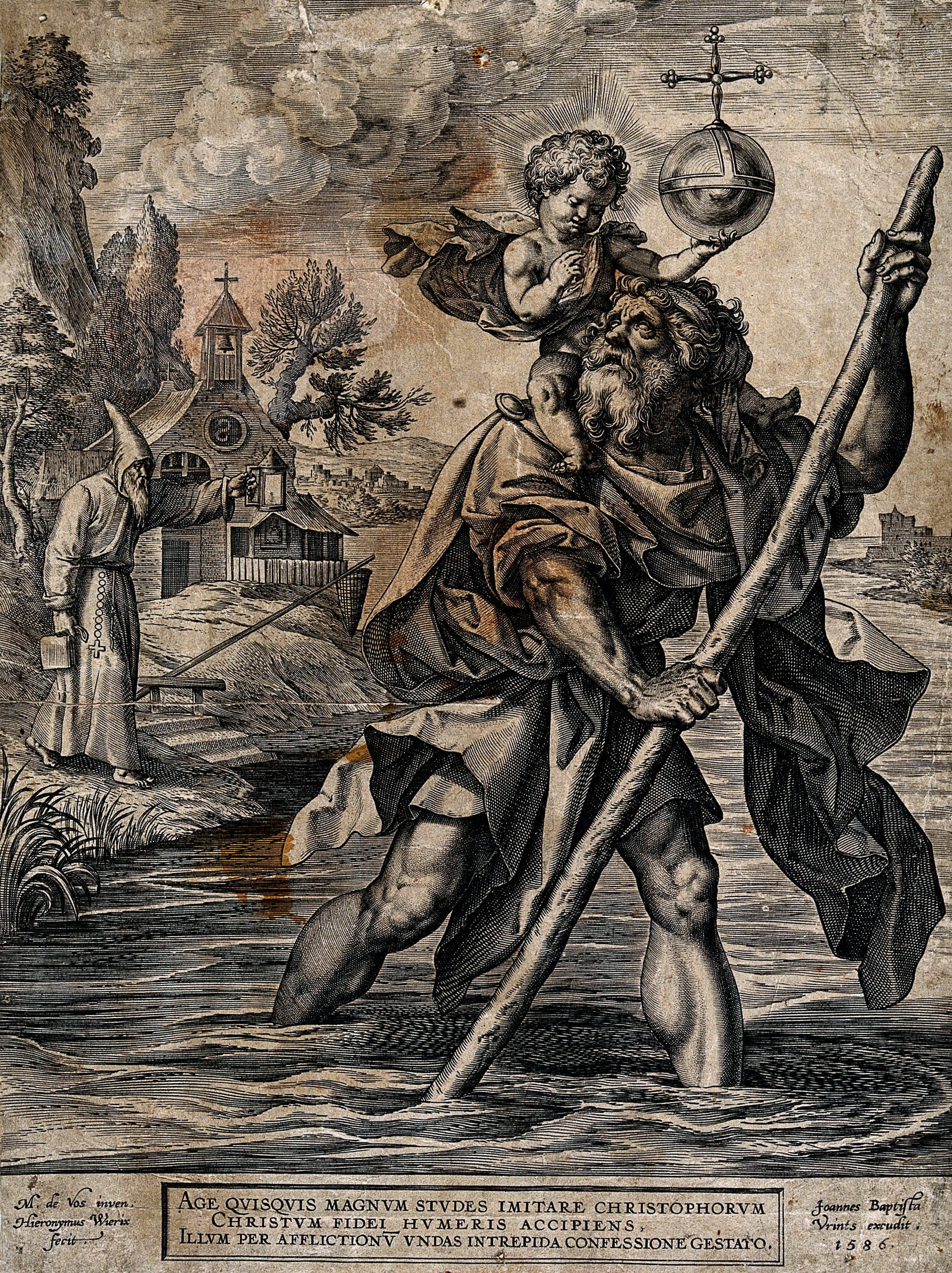
Мартен де Вос (малюнок), гравер Ян Баптіст Врінт. «Св. Христофор»

## Вибрані твори

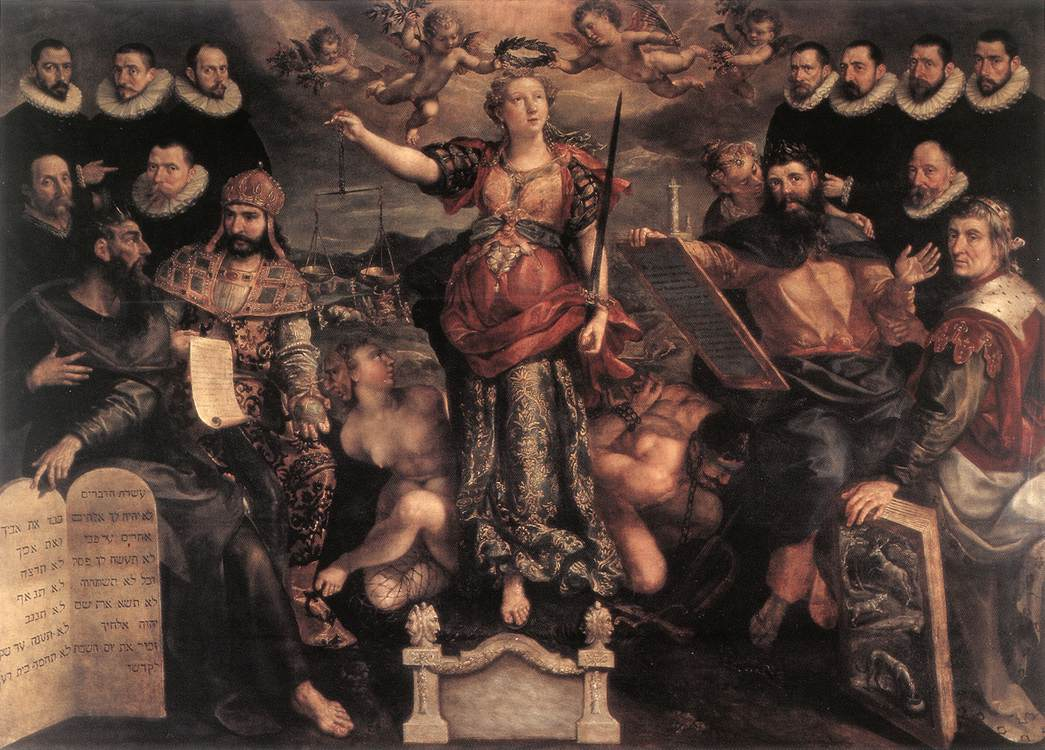
«Правління Брабантського монетного двору в Антверпені», Будинок Рококса, Антверпен

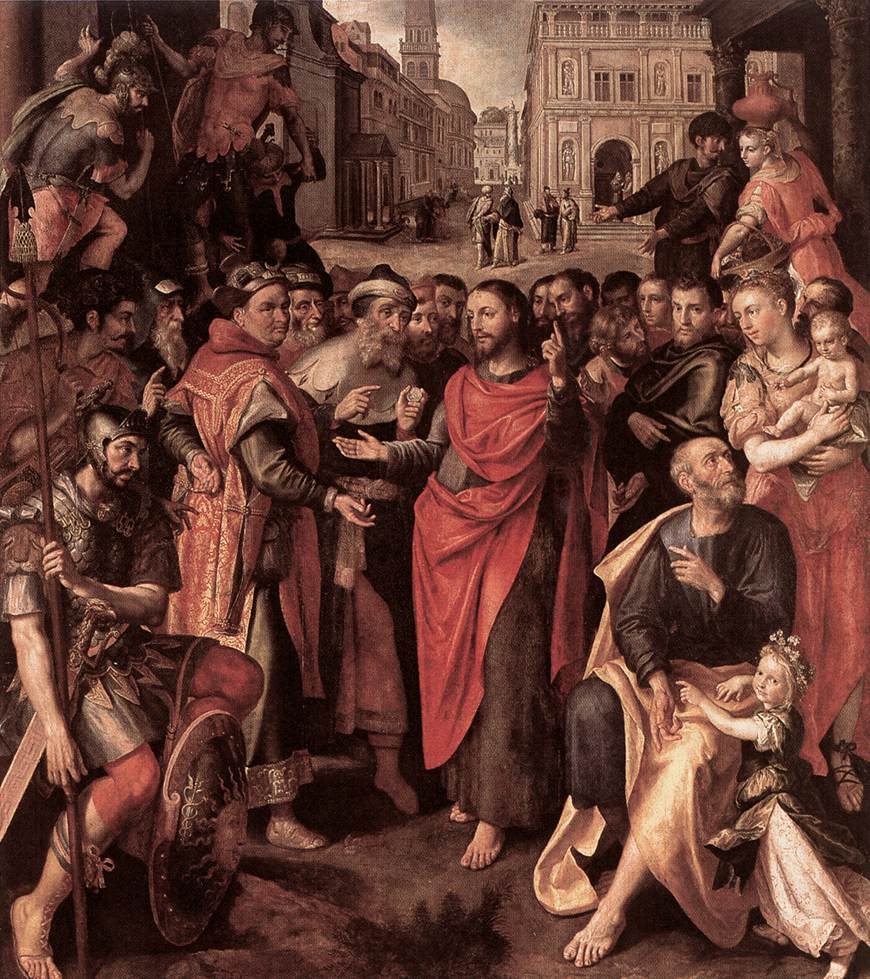
«Динарій кесаря», 1601, Королівський музей витончених мистецтв (Антверпен)

- «Портрет невідомого у віці 33 роки», 1560, Лувр, Париж
- «Історія Ревекки», шість картин, 1562, Руан
- «Апостола Павла вкусила змія на острові Мальта», 1568
- «Страшний суд», 1570, Музей красих мистецтв, Севілья
- «Мойсей», 1575, Мауріцхейс, Гаага
- «Різдво Христове», 1577, Собор Антверпенської Богоматері
- «Портрет родини Антоніса Ансельмуса», 1577, Королівські музеї витончених мистецтв (Брюссель)
- «Весілля в Кані Галілейській»
- «Св. Родина і св. Анна», 1585, Гент
- «Бог творить Єву з ребра Адама»
- «Спокуси Св. Антонія»
- «Алегорія семи вільних мистецтв», 1590, приватна збірка
- «Правління Брабантського монетного двору в Антверпені», 1594, Будинок Рококса
- «Динарій кесаря», 1601, Королівський музей витончених мистецтв (Антверпен)
- «Св. Гергій змєборець», Музей Сумайя, Мехіко
- «Св. Лука пише Богородицю», 1602

## Портрети роботи Мартена де Воса

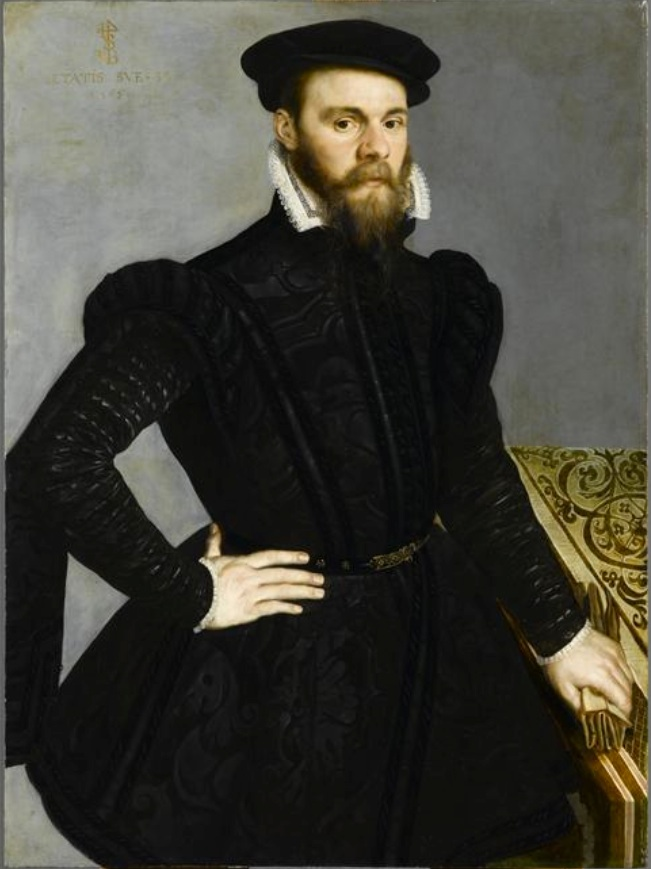
«Портрет невідомого у віці 33 роки», 1560, Лувр, Париж

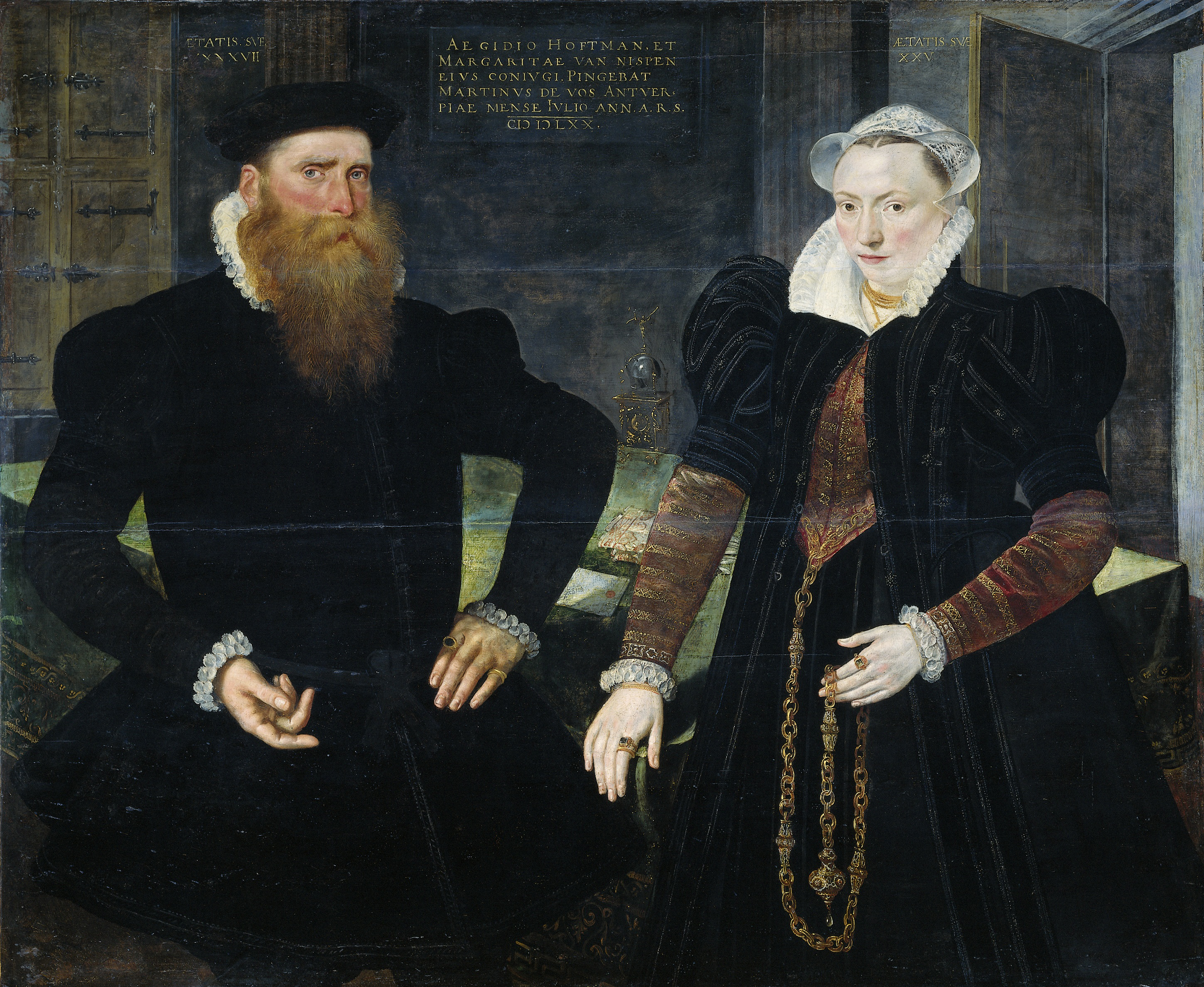
«Гілліс Гофтман та його дружина Маргарита фон Ніспен», 1570, Державний музей (Амстердам)
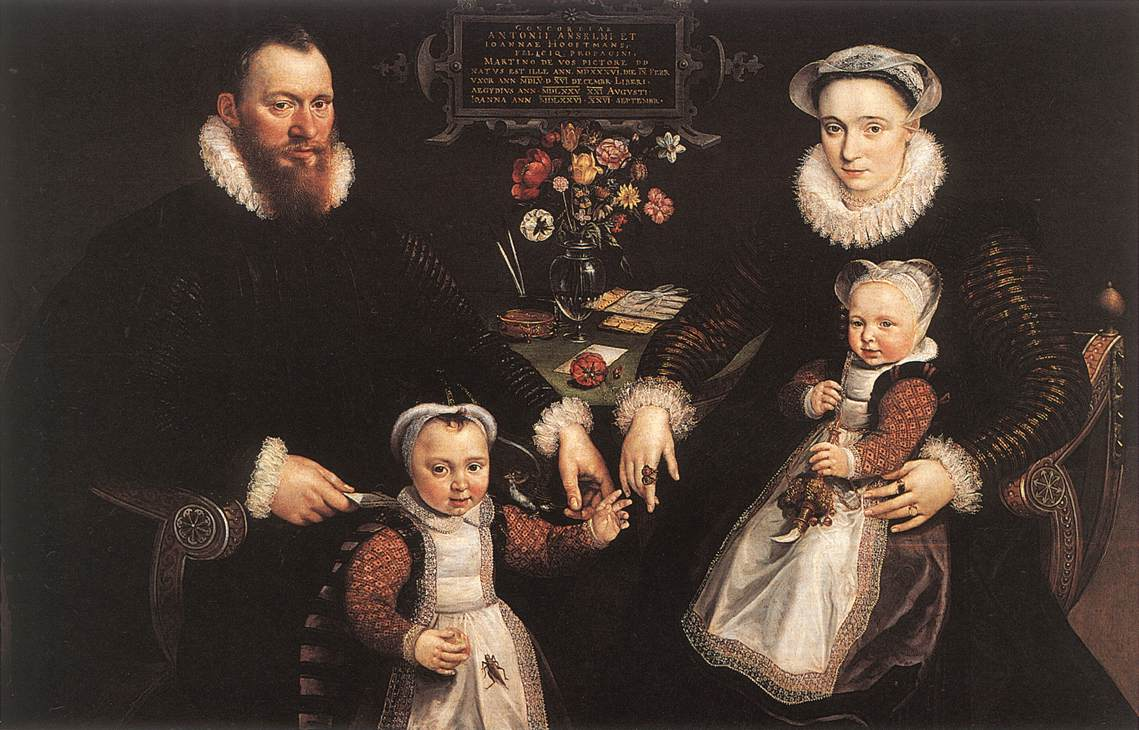
«Портрет родини Антоніса Ансельмуса», 1577, Королівські музеї витончених мистецтв (Брюссель)